# Big cap
 (décembre 2015).
Si vous disposez d'ouvrages ou d'articles de référence ou si vous connaissez des sites web de qualité traitant du thème abordé ici, merci de compléter l'article en donnant les références utiles à sa vérifiabilité et en les liant à la section « Notes et références ».
Dans le domaine de la bourse, du marché des valeurs mobilières, une big cap (big capitalisation) est une entreprise à grande capitalisation.

## Définition
On calcule la capitalisation boursière d'une entreprise en multipliant le prix de l'action par le nombre en circulation. Ainsi, les entreprises qui ont une grande capitalisation boursière, supérieure à 10 milliards de dollars, sont appelées big caps.
Les petites capitalisations boursières sont appelées small caps et celles qui ont une capitalisation boursière moyenne sont appelées mid caps. Il existe également les micro caps et les nano caps
Les big caps sont de grandes entreprises souvent connues
(Microsoft, Exxon Mobil Corporation, Wall Mart, Google, Volkswagen, Axa, Samsung, Toyota...).
La première entreprise en matière de capitalisation boursière est la société américaine Apple qui est valorisée à 3440 milliards de dollars en 2024.
Plus de 600 entreprises sont des "Big Caps".